# Walnut Grove (Minnesota)
Walnut Grove è un comune degli Stati Uniti, situato nella contea di Redwood in Minnesota. Conosciuta principalmente per essere la cittadina in cui era ambientata la serie televisiva La casa nella prateria. Battezzata come "boschetto delle noci", Walnut Grove possiede, come una delle poche attrattive turistiche, il museo di Laura Ingalls Wilder.

## Storia
Nel 1862, durante la guerra di Piccolo Corvo, ebbe luogo un massacro presso il lago Shetek che divenne noto come "Slaughter Slough" (il "massacro nel fango"). Uno dei sopravvissuti, Henry W. Smith, riuscì a fuggire e ad avvisare gli abitanti di Walnut Grove del pericolo indiano. Un tale John Renniker fu ucciso a nord-est di Walnut Grove e viene incluso tra quelli che morirono nel massacro.
Walnut Grove apparve per la prima volta sulle mappe catastali nel 1874. Prende il nome da un boschetto di alberi di noce nero vicino al sito originale della città. Venne ufficialmente fondata nel 1879.
Walnut Grove acquisì oltre 250 abitanti tra il 2001 e il 2006. I nuovi residenti sono persone di etnia Hmong. Questo fece aumentare la popolazione a un totale di circa 900 abitanti, e i Hmong costituiscono il 42% degli studenti nella Westbrook-Walnut Grove School District.

### Little House

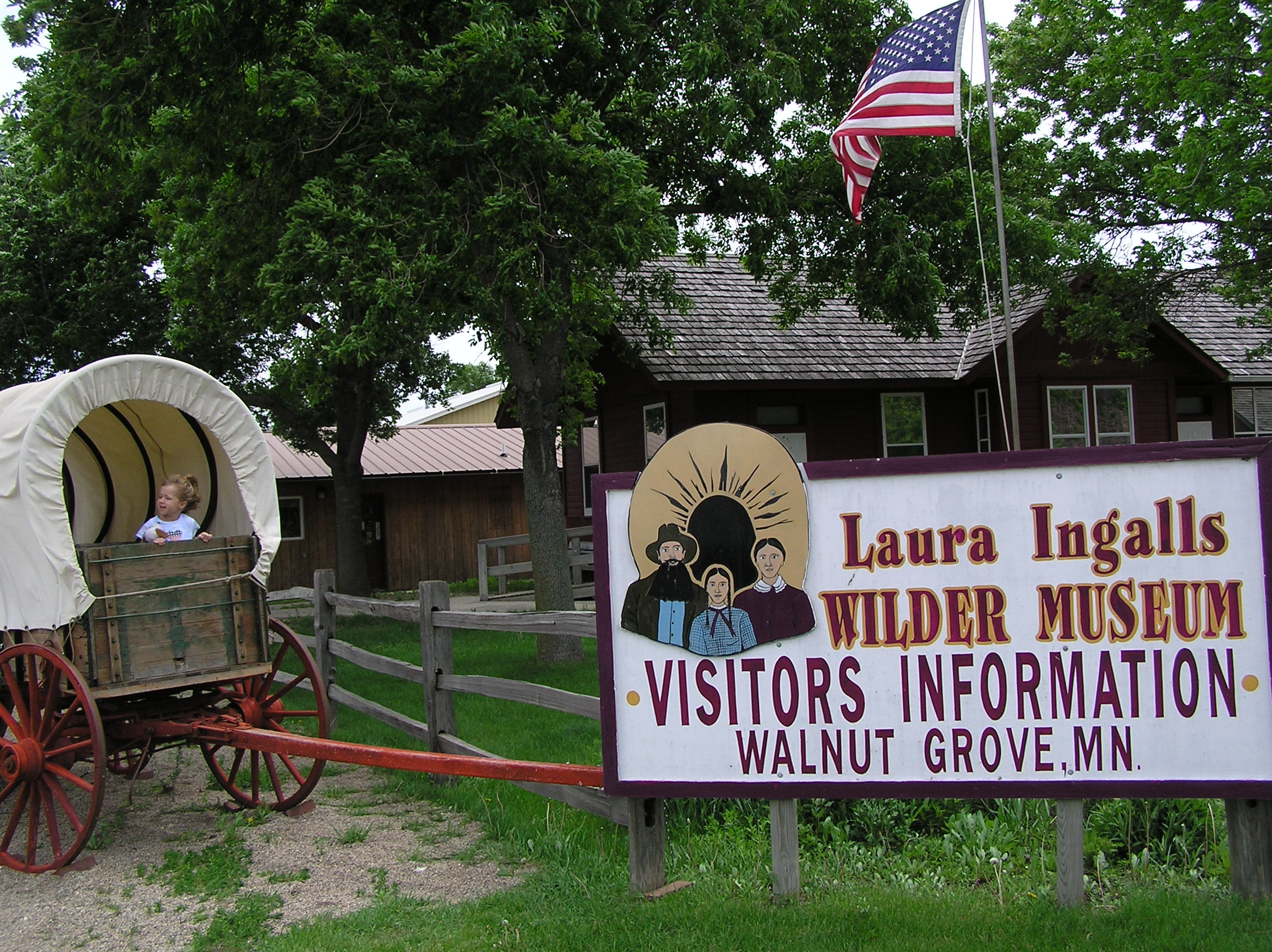
Il museo di Laura Ingalls (2004)

A Walnut Grove ha sede il Laura Ingalls Wilder Museum, dedicato all'autrice della serie di libri Little House on the Prairie. Wilder e la sua famiglia vissero qui gran parte della sua infanzia. Charles Ingalls, suo padre, fu il primo giudice della comunità e il suo unico fratello, Charles Frederick "Freddy" Ingalls (1º novembre 1875 – 27 agosto 1876), nacque a Walnut Grove. Il nome "Walnut Grove" fu anche usato per la cittadina della serie televisiva La casa nella prateria, anche se le riprese della serie si svolsero in California.

## Infrastrutture e trasporti
Il comune era servito dalla ferrovia Tracy Subdivision.